# جوانی موسی
جوانی موسی یا آزمایش‌های موسی یک فرسکو اثر نقاش ایتالیایی رنسانس، ساندرو بوتیچلی و همکارانش است که در سال‌های ۱۴۸۱–۱۴۸۲ در کلیسای سیستین، رم (ایتالیای امروزی) اجرا شده است.